# Apaidia mesogona
Apaidia mesogona là một loài bướm đêm thuộc phân họ Arctiinae, họ Erebidae.